# Peel P50
Der Peel P50 ist ein einsitziges Leichtfahrzeug, das von der Peel Engineering Company auf der Isle of Man hergestellt wurde.

## Beschreibung
Zwischen 1961 und 1963 entstanden etwa 120 Exemplare der Fahrzeuge mit Karosserie aus GFK. Nach unterschiedlichen Quellen sind etwa 40 Fahrzeuge erhalten (Stand 2011). Das Unternehmen gab die folgenden Maße an: 4 Fuß + 4 Zoll (1321 mm) Länge, 3 Fuß 3 Zoll (991 mm) Breite und 3 Fuß + 10 Zoll (1168 mm) Höhe. Er gilt bis heute als kleinstes Serienauto der Welt. Der Neupreis lag bei 199 £ (was heute einer Kaufkraft von 4.713 £ entspricht).

## Technische Daten
Das dreirädrige Fahrzeug hat einen 50-cm³-DKW-Zweitaktmotor, Ketten-Hinterradantrieb, ein Dreiganggetriebe ohne Rückwärtsgang, Dreiecksquerlenker vorn, einen Schwingarm hinten,  Schraubenfedern und mit Seilzug betätigte Bremsen. Der Tank fasst etwa 8 Liter 1:25-Gemisch. Die Höchstgeschwindigkeit ist mit etwa 70 km/h angegeben.

## Nachbildungen
Die Peel Engineering Limited sowie Bambycars stellen Nachbildungen mit anderen Abmessungen und anderen Motoren her. Gegenüber dem Erstmodell aus dem Jahr 1961 gibt es einige Veränderungen: Teils entfiel der Griff am Heck des Wagens und der Antrieb verfügt über einen Rückwärtsgang. Die EU-weit gültige Straßenzulassung als Leichtfahrzeug beschränkt ihre Höchstgeschwindigkeit auf 45 km/h.

### Peel Engineering P50 (2008)
Der P50 wird seit 2008 von Peel Engineering Ltd. in Sidcup wieder mit einem 45-cm³-Viertakt-Ottomotor aufgelegt. Die Version mit Elektromotor wird aus vier 12-Volt-Batterien gespeist.

### Bamby P50 (2011)
In Gainsborough stellt das 2011 gegründete Unternehmen Bambycars seine Version Bamby P50 her. Das Fahrzeug hat einen Viertaktmotor mit 50 cm³ Hubraum und einer Leistung von 3,3 PS. Es ist ein sogenannter Horizontalmotor (System Honda) mit Fliehkraftkupplung und Automatikgetriebe mit integriertem Rückwärtsgang.,

## Trivia
In der zehnten Staffel Folge 3 von Top Gear testete Jeremy Clarkson die Alltagstauglichkeit des stark qualmenden Peel P50. Er fuhr unter anderem damit ins Sendezentrum der BBC, kreuzte durch die Gänge eines Großraumbüros, benutzte den Personenaufzug und besuchte, immer noch am Steuer des Wagens sitzend, ein (inszeniertes) Mitarbeiterseminar zum Thema „Umweltbewusstes Verhalten im BBC-Arbeitsalltag“.
In einer Folge von Duell um die Welt wurde Axel Stein die Aufgabe gestellt, mit dem P50 quer durch Liechtenstein zu fahren.